# Abracris coriacea
Abracris coriacea là một loài châu chấu thuộc họ Acrididae.